# Першед
Перше́д (фр. Perchède) — коммуна во Франции, находится в регионе Юг — Пиренеи. Департамент — Жер. Входит в состав кантона Ногаро. Округ коммуны — Кондом.
Код INSEE коммуны — 32310.

## География

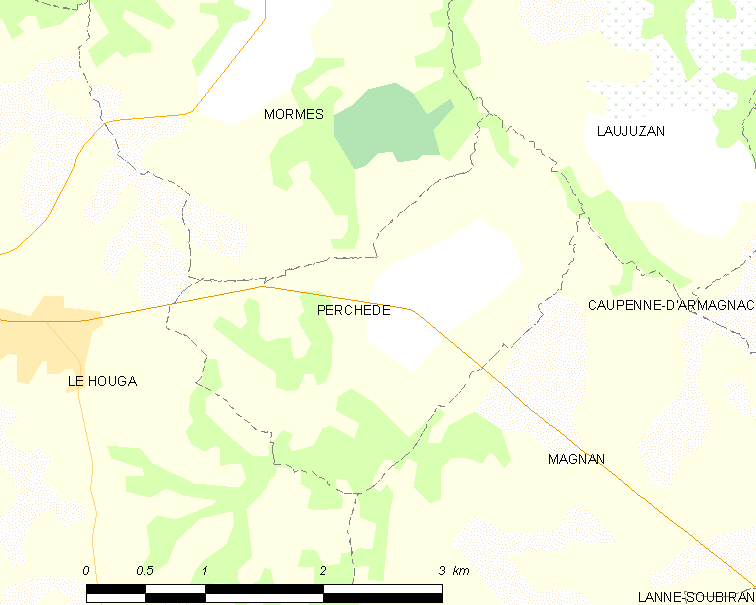
Карта коммуны

Коммуна расположена приблизительно в 600 км к югу от Парижа, в 130 км западнее Тулузы, в 60 км к западу от Оша.

## Климат
Климат умеренно-океанический. Лето жаркое и немного дождливое, температура часто превышает 35 °С. Зимой часто бывает отрицательная температура и ночные заморозки. Годовое количество осадков — 700—900 мм.

## Население
Население коммуны на 2010 год составляло 86 человек.
| 1962 | 1968 | 1975 | 1982 | 1990 | 1999 | 2010 |
| ---- | ---- | ---- | ---- | ---- | ---- | ---- |
| 97   | 83   | 79   | 83   | 82   | 74   | 86   |

## Администрация
| Период | Период | Фамилия         | Партия                            | Примечания |
| ------ | ------ | --------------- | --------------------------------- | ---------- |
| 1995   | 2008   | Реймон Даминато | Охота, рыбалка, природа, традиции |            |
| 2008   | 2020   | Ален Марен      |                                   |            |

## Экономика
В 2010 году среди 48 человек трудоспособного возраста (15-64 лет) 40 были экономически активными, 8 — неактивными (показатель активности — 83,3 %, в 1999 году было 72,7 %). Из 40 активных жителей работали 34 человека (17 мужчин и 17 женщин), безработных было 6 (3 мужчин и 3 женщины). Среди 8 неактивных 1 человек была учеником или студентом, 2 — пенсионерами, 5 были неактивными по другим причинам.

## Достопримечательности
- Церковь Св. Мартина (XV век)
- Замок Пескиду (XVI век)